# Remipedia
Remipedia (iz latinske besede remipedes - »veslonožen«) so majhen in nenavaden razred rakov, ki ga sestavlja 24 danes živečih znanih vrst, razširjenih v subtropskem pasu. So jamske živali, ki živijo v obalnih morskih jamah subtropskih predelov sveta. Do zdaj znane najdbe so zelo razpršene; večina do zdaj znanih vrst živi na Karibih, dve na Kanarskih otokih (natančneje otok Lanzarote) in ena v zahodni Avstraliji.

## Opis
Po obliki spominjajo na hipotetičnega prednika rakov, s črvastim, členjenim telesom centimetrskih velikosti in dvovejnatimi okončinami na vsakem členu trupa, na prvi pogled zelo podobnem mnogoščetincem ali strigam.
Skladno z jamskim načinom življenja so blede barve brez pigmenta in imajo reducirane oči, a bolje razvita druga čutila. Plavajo obrnjeni na hrbtu z valovitim premikanjem trupnih okončin. Na glavi imajo tri pare okončin za grabljenje, s katerimi napadajo tudi jamske rake, večje od sebe, a se lahko prehranjujejo tudi filtratorsko. Poleg grabilnih okončin sta na glavi še dva para tipalnic, kot je značilno za rake. Njihova posebnost so dobro razvite strupne žleze, ki se odpirajo skozi kanalčke v lovilnih okončinah na glavi in izločajo mešanico litičnih encimov ter drugih snovi. Strup je sicer pogosta evolucijska pridobitev pri členonožcih, vendar so Remipedia edini znani strupeni predstavniki sicer velike skupine rakov. Njihov strup se po sestavi in delovanju bistveno razlikuje od strupov ostalih členonožcev, v katerih prevladujejo nevrotoksini.
O razmnoževanju ni znanega še skoraj nič, vemo le, da so hermafroditi.

## Taksonomija
Sklepanje o taksonomskem položaju je zaradi majhnega števila znanih vrst težavno in med taksonomi ni enotnega mnenja ne o sorodnosti z drugimi raki, ne o sorodnosti skupin znotraj razreda. Po enostavni členjenosti, navzven obrnjenih okončinah in nekaterih drugih značilnostih jih številni znanstveniki obravnavajo kot najprimitivnejše še živeče rake, po drugi strani pa je morfološka analiza osrednjega živčevja ene od vrst razkrila zelo kompleksne možgane, najbolj podobne tistim od višjih rakov.
Po drugih filogenetskih analizah so celo bližnje sorodni šesteronožnim členonožcem; če to drži, potem so raki parafiletska in v sodobni taksonomiji neveljavna skupina.